# Гедзилів Яр
Гедзилів Яр (Гнездилов, Гнездинов, Гедзилов, Гедвилов Яр, Бульбока) — річка в Україні, в межах Савранського району Одеської області (витоки) та Кривоозерського району Миколаївської області. Ліва притока Кодими (басейн Південного Бугу).

## Опис
Довжина 29 км, площа водозбірного басейну 323 км². Долина завширшки до 1,6 км. Річище помірно звивисте, завширшки до 5 м, завглибшки до 0,5 м (у межень). Влітку в середній течії пересихає. Використовується на зрошення. Стік зарегульований ставками.

## Розташування
Річка бере початок на північному заході від села Йосипівка. Тече переважно на південний схід через Йосипівку і впадає до Кодими в межах смт Криве Озеро (колишнє село Гедвилове (Гедзилове), яке нині є частиною смт Криве Озеро). 
Населені пункти вздовж берегової смуги: Гетьманівка, Неділкове, Кричунове, Адамівка.

## Цікавий факт
- В екологічному пасторті Одеської області довжина річки — 33,4 км (див. Водні ресурси).

## Притоки
Мазурів Яр — ліва притока. Протікає у Кривоозерському районі Миколаївської області. Довжина річки 12 км, похил річки — 2,7 м/км. Площа басейну 109 км². На деяких ділянках пересихає. Бере початок у селі Очеретня. Тече переважно на південний схід понад Мазурове і у селищі Криве Озеро впадає у річку Гедзиловий Яр. Річку перетинає європейський автомобільний шлях E95М05